# Campeonato Nacional de Rodeo de 1986
El Campeonato Nacional de Rodeo número 38 se disputó el domingo 6 de abril de 1986 en la ciudad chilena de Rancagua siendo transmitido a todo Chile por las pantallas de Televisión Nacional de Chile.
Los campeones fueron Hugo Cardemil y Guillermo Barra en "Salteador III" y "Pensamiento" con 23 puntos y representando a Curicó. La final terminó con mucho suspenso ya que la diferencia fue de sólo 3 puntos entre campeones y subcampeones. El "sello de raza" (premio que distingue al caballo que presenta la mayor pureza racial), lo ganó la yegua "Salamera". Hugo Cardemil ganaría el primero de sus posteriores cuatro títulos nacionales.

## Desarrollo
Este campeonato selló la temporada de rodeos 1985-1986, una temporada particularmente complicada para los organizadores de los rodeos debido a la sequía y posteriormente la caballada sufrió los rigores de la influenza equina, lo que afectó el calendario de rodeos.
El campeonato fue seguido por más de 8.000 personas. Cada año más personas querían entrar a la medialuna, razón por la cual la Federación del Rodeo Chileno y la Municipalidad de Rancagua comenzaron a pensar en remodelar la Medialuna Nacional. 
Por segunda vez se da en la historia del rodeo que en una final nacional los mismos jinetes se titulen campeones y vicecampeones de Chile, antes había sucedido en 1954 en el campeonato disputado en la ciudad de Los Andes, cuando Alberto Montt y Mario Molina salieron campeones en "Perro" y "Estropajo" con 21 puntos y vicecampeones en "Cascarón" y "Boreal" con 20 puntos.
La final del movimiento de la rienda fue ganada por segunda vez consecutiva por Luis Eduardo Cortés en "Carretero" con 56 puntos. El "sello de raza" fue ganado por la yegua "Salamera" de don Rodolfo Bustos.

## Resultados

### Serie de campeones
| Cuarto Animal 1986 | Cuarto Animal 1986                   | Cuarto Animal 1986                 | Cuarto Animal 1986 | Cuarto Animal 1986 |
| ------------------ | ------------------------------------ | ---------------------------------- | ------------------ | ------------------ |
| Lugar              | Jinetes                              | Caballos                           | Asociación         | Puntaje            |
| 1.º                | Hugo Cardemil y Guillermo Barra      | "Salteador III" y "Pensamiento"    | Curicó             | 23                 |
| 2.º                | Hugo Cardemil y Guillermo Barra      | "Reservado" y "Curanto"            | Curicó             | 20                 |
| 3.º                | Eugenio Mendoza y Juan Carlos Loaiza | "Tranquerita" y "Moreno Ingrata"   | Valdivia           | 19                 |
| 4.º                | Juan Guzmán y Fernando Middleton     | "Que Tal" y "Barrial"              | Biobío             | 18                 |
| 5.º                | Mario Tamayo y Joaquín Prieto        | "Patroncito" y "Montaña Larga"     | Osorno             | 17                 |
| 6.º                | Aliro Pérez y Luis Pérez             | "Fabuloso en Domingo" y "Ramalazo" | Llanquihue-Chiloé  | 13                 |

## Cuadro de honor temporada 1985-1986

### Jinetes
- 1.º Guillermo Barra[6]
- 2.º Fernando Middleton
- 3.º Hugo Cardemil
- 4.º Juan Carlos Loaiza
- 5.º Ricardo de la Fuente
- 6.º Eugenio Mendoza
- 7.º Adán Urbano
- 8.º Gonzalo Vial
- 9.º Hugo Navarro
- 10.º Juan Pablo Cardemil

### Caballos
- 1.º Salteador III
- 2.º Pensamiento
- 3.º Entonado
- 4.º Entallado
- 5.º Sonriente
- 6.º Huaino
- 7.º Cachorrito
- 8.º Piadoso
- 9.º Catete
- 10.º Consejero

### Yeguas
- 1.º Rumena
- 2.º Tarántula
- 3.º Piropera
- 4.º Alborada
- 5.º Atinada
- 6.º Tranquerita
- 7.º Morena Ingrata
- 8.º Gavilla
- 9.º Salamera
- 10.º Riña y Perica

### Potros
- 1.º Curanto
- 2.º Barrial
- 3.º Aguacero
- 4.º Reservado
- 5.º Ramalazo
- 6.º Guardián III
- 7.º Fabuloso en Domingo
- 8.º Zorzalero
- 9.º Vanidoso
- 10.º Bellaco